# گذرگاه مرزی چذابه
گذرگاه مرزی چذابه گذرگاه مرزی میان ایران و عراق در تنگه ای با همین نام است. این گذرگاه در ۱۲ غرب شهر بستان  و در ۱۱۰ کیلومتری شمال غرب اهواز در استان خوزستان قرار دارد. در سالهای اخیر پایانه مسافربری و تجاری در این گذرگاه احداث شده است.
تنگه چذابه بین تپه‌های ماسه‌ای و تالاب هویزه قرار گرفته و در کنار مرز ایران و عراق جای دارد.
این تنگه که از دید رزمی بسیار استراتژیک می‌باشد. جاده‌ای چذابه را به فکه و جاده‌ای دیگر این منطقه را به العماره در عراق می‌پیوندد.

## اهمیت راهبردی چذابه
این تنگه از دید رزمی بسیار استراتژیک می‌باشد. در روند جنگ ایران و عراق، تنگه چذابه یکی از پنج محور تازش عراق به ایران بود. ارتش عراق پس از سه روز درگیری در نوار مرزی در تاریخ ۳ مهر ۱۳۵۹ از تنگه چذابه عبور کرده و به طرف تپه‌های الله اکبر و بستان پیشروی کردند. این منطقه در تصرف نیروهای عراقی قرار داشت تا اینکه در تاریخ ۸ آذر ۱۳۶۰ در جریان عملیات طریق‌القدس نیروهای ایرانی این نقطه را بازپس گرفتند. ۲۵ روز پس از پایان این نبرد و در آستانه عملیات فتح‌المبین، نیروهای عراقی با هدف تصرف مجدد شهر بستان و به تأخیر انداختن عملیات فتح‌المبین، حملۀ سنگینی را در تاریخ ۱۷ بهمن ۱۳۶۰ به مواضع نیروهای ایرانی در تنگ چذابه و تپه‌های رملی نبعه در شمال این تنگه آغاز کردند. در این عملیات ۱۰ روزه ارتش عراق که "عملیات تنگه چذابه" نام داشت صدام حسین رئیس‌جمهور عراق شخصاً در منطقه (پاسگاه فرماندهی عملیات در منطقۀ شیب) حضور یافت و هدایت عملیات را به‌عهده گرفت. این عملیات که تا ۲۷ بهمن ادامه داشت یکی از خونین‌ترین صحنه‌های جنگ ایران و عراق بود. نیروهای ایرانی در تنگه چذابه سه خاکریز به‌منظور عمق دادن به پدافند ایجاد نموده بودند که در خاکریز اول که از دو خاکریز دیگر کوتاه‌تر بود عناصر سپاه پاسداران که می‌توان گفت نقش نیروی تأمین را داشتند، مستقر شده و خاکریزهای دوم و سوم را گردان۱۲۵ مکانیزه تیپ۲ لشکر۱۶ اشغال نموده بود که نیروی اصلی پدافندی را تشکیل می‌داد. عراقی‌ها برخلاف تبلیغات گسترده‌ای که‌ درباره این عملیات به‌راه انداخته بودند و حتی ادعای تصرف مجدد بستان را مطرح می‌کردند، تنها توانستند با آتش سنگین توپخانه، رخنه کوچکی به عمق ۳۰۰ متر در مواضع نیروهای ایرانی ایجاد کرده و نخستین خاکریز نیروهای ایرانی را تصرف نمایند. و این نهایت پیشروی آنها بود. مقاومت گردان ۱۲۵ پیاده مکانیزه لشکر ۱۶ زرهی قزوین به فرماندهی سرهنگ غلامرضا مخبری و عناصری از نیروهای سپاه و بسیج به فرماندهی ولی‌الله چراغچی (محور نبعه) و حسن علیمردانی (محور تنگه چذابه) در مقابل دوازده گردان کماندویی عراق، باعث شد نیروهای عراقی بدون هیچ دستاورد قابل توجهی دست از حملات خود بردارند.
۴ روز بعد در تاریخ ۱ اسفند ۱۳۶۰ نیروهای سپاه پاسداران به فرماندهی حسن باقری به‌منظور بازپس گرفتن خاکریز از دست دادۀ خود در تنگه چذابه و سه تپه رملی نبعه، تک محدودی را با شرکت چهار گردان از نیروهای خود و تیپ ۱ پیاده لشکر۷۷ به ‌نام عملیات "مولای متقیان" یا جنگ چذابه از منطقه رملی شمال تنگه (تپه نبعه) به اجرا درآورده و با یورش به نیروهای عراقی ضمن بازپس گرفتن نقاط از دست رفته، آنان را از تنگه دور کردند.

## نام‌گذاری
درخصوص چگونگی نام‌گذاری این منطقه می‌توان گفت شبه صحرا بودن این منطقه باعث به‌وجود آمدن سراب‌هایی برای بیننده می‌شود و این موضوع باعث ظن و گمان غلط برای بیننده می‌شود. مردم این منطقه نیز با مشاهده این سراب‌ها، این سرزمین را به «چذابه» که به معنی دروغگو با صیغه مبالغه است نام‌گذاری کرده‌اند.